# Extruder
Een extruder is een apparaat dat speciaal is ontworpen om door middel van arbeid een kunststof in gesmolten vorm aan een matrijs te leveren. Een extruder wordt gevoed met kunststof in vaste vorm (vaak granulaat) en levert gesmolten kunststof onder druk af.

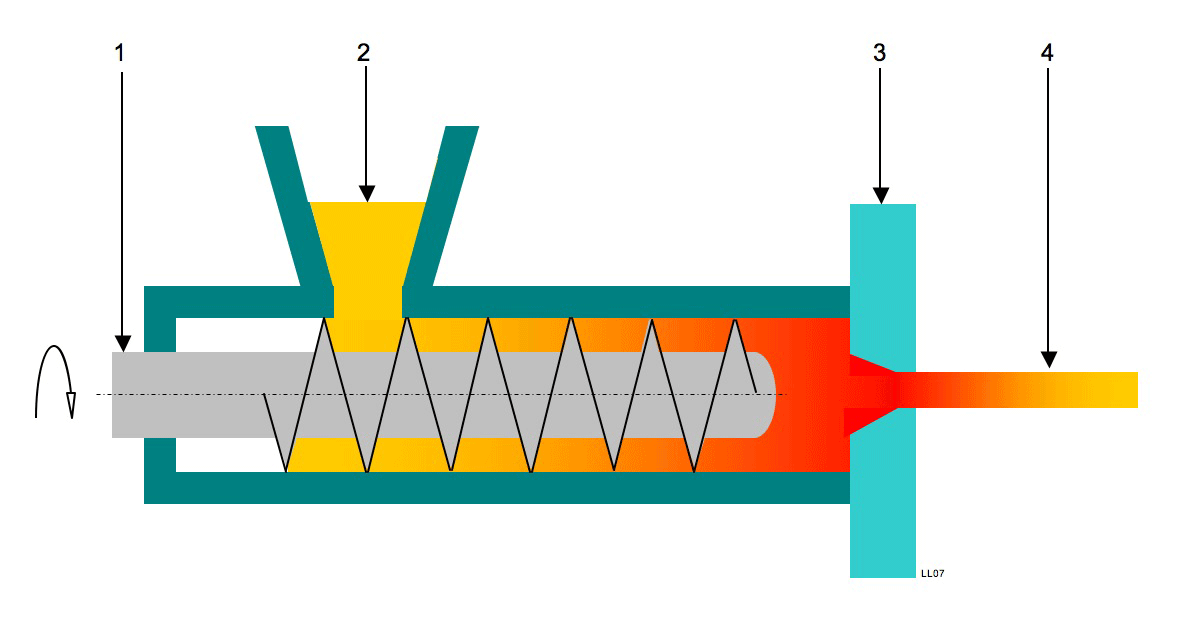
Continu extrusie proces (1) Extruder. (2) Granulaat (3) Extrusiematrijs (4) Extrusieprofiel

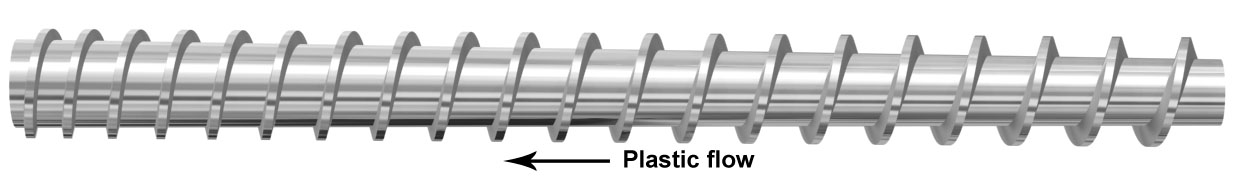
Een voorbeeld van een extrudeerspindel (schroef). Afhankelijk van de toepassing is de vorm anders

Een eenvoudige extruder bestaat uit een huis (barrel) met daarin een draaiende schroef (1). Aan het begin van de schroef is de diepgang (spoed) van het schroefkanaal groot, zodat de korrels goed getransporteerd kunnen worden. Ter hoogte van ongeveer een derde van de schroef wordt de spoed kleiner zodat de korrels ten opzichte van de wand, de schroef en vooral elkaar veel wrijving ondervinden. Hierdoor smelten de korrels langzaam en wordt druk opgebouwd. Hierna volgt de zogenaamde metering of doseerzone, waarin menging optreedt.
Het hele huis wordt aan de buitenzijde verwarmd om stolling van de gesmolten kunststof te vermijden. Een hardnekkig misverstand is dat de kunststof door deze verwarming smelt. Dit is niet correct. De aandrijving van de schroef levert 80% van de smeltenergie.
Een variant op bovenstaande extruder is de uitvoering met (5-8) schroeven die al dan niet tegengesteld draaien.          
Resultaat van meerdere schroeven is, dat verschillende soorten kunststof uiteindelijk samen uit een spuitmond geperst worden. 
Hierdoor kunnen folies van verschillende kleuren aan boven of onderzijde worden geproduceerd.
Veel gebruikt is zwart/wit folie voor de tuinbouw sector.
Ook kan een gasdichte tussenlaag van EVOH of nylon worden gebruikt en samen met andere soorten kunststof tot zogenaamde blockfolie worden geëxtrudeerd. Blockfolie (niet zuurstof doorlatend) wordt veel gebruikt om voedingsmiddelen zoals kaas te verpakken.